# Émeutes de Jakarta de mai 1998
Les 13 et 14 mai 1998, des émeutes se sont produites à Jakarta, capitale de l'Indonésie. D'autres émeutes eurent lieu à Surakarta (Java central) les 14 et 15 mai. De nombreux magasins appartenant à des Indonésiens d'origine chinoise ont été attaqués et pillés. Lors de ces émeutes, plus de 1 200 personnes ont trouvé la mort. La plupart étaient des personnes piégées dans l'incendie du centre commercial « Mega Mall » de la ville nouvelle de Lippo Karawaci à l'ouest de Jakarta. Parmi elles, il y avait un grand nombre de pillards, venus profiter du désordre suscité par les attaques de magasins.
Ces émeutes amèneront à la démission, le 21 mai 1998, du président Soeharto, parvenu au pouvoir en 1966 dans la foulée de massacres qui avaient fait entre 500 000 et 1 million de morts, et régulièrement réélu depuis par un Parlement taillé sur mesure.
Plusieurs témoignages, recueillis en particulier par une équipe de la chaine de télévision française France 2 s'accordent sur la façon dont se sont déroulées ces attaques et pillages. Le scénario était identique : un camion s'arrête devant une vitrine. En descendent de dix à vingt hommes habillés de façon identique, la coupe rase, en ordre discipliné. Ils commencent à s'attaquer à la vitrine. Un attroupement se forme. Le groupe brise la vitrine et commence à en extraire des marchandises, tout en invitant la foule à faire de même. Celle-ci finit par céder et s'adonne au pillage. Le groupe remonte dans le camion et disparaît. 
Des témoignages sur les violences ont notamment pu être recueillis par les membres d'une équipe d'enquêteurs formée et dirigée par le père jésuite Sandyawan Sumardi, qui a comptabilisé 182 cas de viols collectifs perpétrés par des militaires en civil dans le cadre d'une campagne destinée à terroriser les Indonésiens d'origine chinoise. L'armée et le gouvernement ont tenté de le discréditer et l'intimider sans succès. Les autorités furent finalement contraintes de promettre une enquête officielle. À l'issue de cette enquête, le gouvernement déclarait néanmoins ne pas détenir de preuves de ces viols.
Le père Sandyawan eut beaucoup de mal à convaincre l'opinion de ces exactions. Les preuves étaient difficiles à recueillir car les victimes des viols ne parlaient que sous condition d'anonymat. Sa tâche ne fut pas facilitée par des photos truquées montrant des femmes chinoises torturées qui circulaient sur Internet, ce qui avait suscité le scepticisme de certaines personnalités indonésiennes d'origine chinoise envers les déclarations des victimes.

## Causes et circonstances
Depuis des mois, de nombreuses manifestations se tenaient dans différentes villes d'Indonésie à l'initiative des étudiants. Le mouvement de protestation, notamment en milieu étudiant, commence à prendre de l'ampleur avec des affrontements à Medan, la grande ville du Nord de Sumatra, en avril 1998, opposant des étudiants à la police. Le 8 mai à Yogyakarta, ville universitaire du centre de Java, des étudiants manifestent pour demander la démission de Soeharto. Des affrontements ont lieu avec les forces de l'ordre. Un étudiant, Moses Gatutkaca, meurt.
Le mardi 12 mai 1998 éclate une fusillade à l'université Trisakti dans l'Ouest de Jakarta, occupée par les étudiants, qui protestent dans le cadre d'un mouvement grandissant de colère devant la misère créée par la crise monétaire, financière et économique, qui a éclaté en août 1997 avec la chute de la bourse de Jakarta et de la rupiah, la monnaie indonésienne. Celle-ci s'échangeait au taux de 2 500 rupiah pour 1 dollar US avant la crise. En janvier 1998, elle était tombée jusqu'à 17 000 rupiah pour 1 dollar.
Six étudiants sont tués dans la fusillade de Trisakti. Des policiers stationnaient devant l'université. Mais l'expertise balistique a démontré que l'arme appartenait à l'arsenal de l'armée de terre.

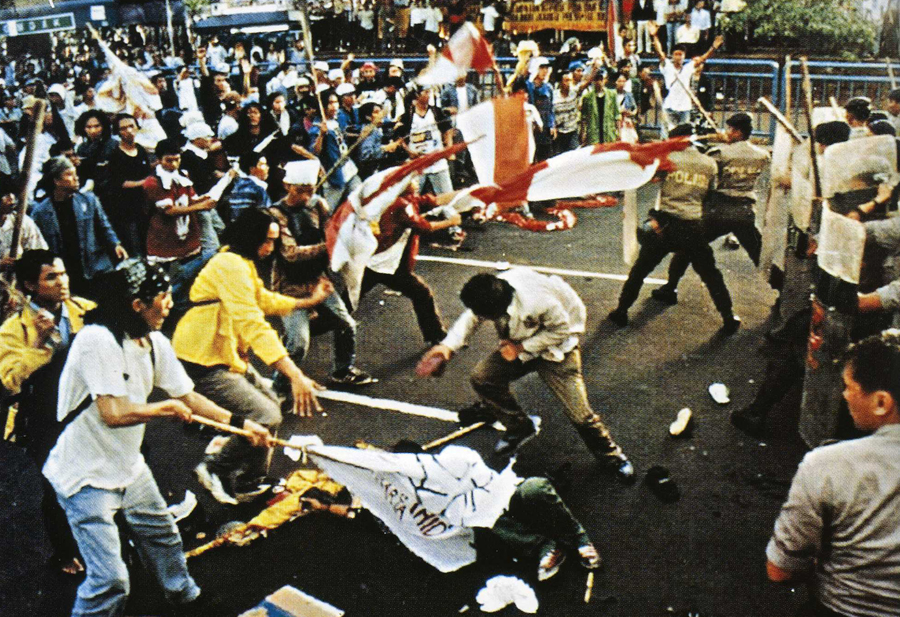
Des étudiants de l'université Trisakti affrontent la police en mai 1998.

Le lendemain 13 mai, de premières émeutes éclatent devant l'université. Les émeutiers ne sont pas des étudiants. Ils essaient d'entraîner ceux-ci à sortir du campus et à les suivre. Les étudiants refusent. Les émeutiers s'attaqueront alors aux magasins du quartier, dont les propriétaires sont souvent d'origine chinoise.
Ce jour-là, le président Soeharto part en voyage officiel en Égypte.
Le jour suivant, le 14 mai, vers 10 heures du matin, un premier incendie est déclaré dans un quartier du Nord de Jakarta. Environ une demi-heure plus tard, un deuxième incendie est déclaré, un peu plus au sud. Tout le long de la matinée, à intervalles réguliers, un nouvel incendie va se déclarer, à chaque fois un peu plus vers le sud. L'après-midi de ce jeudi, Jakarta sombre dans un climat de violence. Le soir, le général Wiranto, chef des forces armées, impose le couvre-feu.
Dans tout Jakarta, les rumeurs les plus folles circulent. La plus courante de ces rumeurs dit que des foules de milliers de personnes s'attaquent aux quartiers, notamment résidentiels. Dans les quartiers, les habitants s'organisent. Des barricades sont montées à l'entrée des rues d'accès. Des rondes sont menées la nuit.
Soeharto rentre le 16 mai.
Le lundi 18 mai, des milliers d'étudiants se rendent au parlement pour l'occuper. Des dirigeants de l'opposition, avec en tête Amien Rais, dirigeant de la grande organisation musulmane Muhammadiyah, ont organisé une manifestation monstre pour le 20 mai. La veille au soir le lieutenant général Prabowo Subianto, gendre de Soeharto, rencontre Amien et lui déconseille de tenir cette manifestation, prévoyant un bain de sang. La manifestation est annulée.
Le 20 mai au soir, plusieurs ministres démissionnent et se rendent chez Soeharto pour lui conseiller de démissionner.
Le jeudi 21 mai, à 9 heures du matin, Soeharto annonce solennellement sa démission des fonctions de président de la République. Son vice-président, B. J. Habibie, devient automatiquement le nouveau président.
Dans la nuit du 22 au 23 mai, de curieuses manœuvres militaires se déroulent dans Jakarta. On a raconté que des chars du Kostrad (en) (réserves stratégiques de l'armée de terre indonésienne), dont le commandant est Prabowo Subianto, se dirigeaient vers le parlement, toujours occupé par les étudiants. Ils auraient été arrêtés par des blindés des fusiliers marins, très populaires depuis qu'ils ont refusé de tirer sur la foule lors des émeutes.
Bien des points de ces événements sont pour l'instant[Quand ?] encore obscurs. Certains[Qui ?] pensent que des factions de l'armée auraient voulu pousser à la déclaration de l'état d'urgence pour prendre le pouvoir.

## Le contexte
Ces émeutes s'inscrivent dans une longue chaîne de violences qui marquent les dernières années du régime Soeharto.
Un incident notamment frappera les esprits. En octobre 1995, quelques centaines de personnes se rassemblent devant un supermarché de la ville de Purwakarta, à environ 100 km à l'est de Jakarta. Ils sont venus protester contre le traitement infligé par le propriétaire à une lycéenne qui, arrivée à la caisse pour payer une tablette de chocolat, avait trouvé son portefeuille vide. La jeune fille avait alors dit qu'elle remettrait la tablette à sa place. Le propriétaire ne l'avait pas entendu de cette oreille et, accusant la lycéenne de vol, l'avait forcée à laver le sol du magasin et à nettoyer les toilettes, tout en l'insultant devant les autres clients. Cette manifestation avait rapidement dégénéré en attaques et pillages de magasins tenus par des Indonésiens d'origine chinoise.
Les violences de la fin du régime n'auront pas seulement pour cibles les Chinois, mais aussi les chrétiens. Une association catholique estime ainsi que pendant toute la période de ce régime, 535 églises ont été détériorées ou incendiées par la foule, alors que pendant la période de l'ancien président Soekarno ce nombre n'avait été que de 4.
Après la démission de Soeharto, l'Indonésie va connaître d'autres violences interethniques et interreligieuses, sans compter le meurtre mystérieux de centaines de chefs religieux musulmans à Java Est, fief de la grande organisation musulmane Nahdlatul Ulama dirigée par Abdurrahman Wahid, et les violences qui suivront le vote massif des habitants de Timor oriental en faveur de l'indépendance en août 1999.
Mais, outre le référendum de Timor oriental, l'année 1999 sera aussi celle des premières élections démocratiques depuis 1955.